# Сен-Жак (Франция)
Сен-Жак (фр. Saint-Jacques, окс. Sant Jaume) — коммуна во Франции, находится в регионе Прованс — Альпы — Лазурный Берег. Департамент коммуны — Альпы Верхнего Прованса. Входит в состав кантона Баррем. Округ коммуны — Динь-ле-Бен.
Код INSEE коммуны — 04180.

## Население
Население коммуны на 2008 год составляло 57 человек.
| 1962 | 1968 | 1975 | 1982 | 1990 | 1999 | 2008 |
| ---- | ---- | ---- | ---- | ---- | ---- | ---- |
| 48   | 38   | 31   | 29   | 39   | 36   | 57   |

## Экономика
В 2007 году среди 36 человек в трудоспособном возрасте (15—64 лет) 24 были экономически активными, 12 — неактивными (показатель активности — 66,7 %, в 1999 году было 76,2 %). Из 24 активных работали 20 человек (14 мужчин и 6 женщин), безработных было 4 (2 мужчин и 2 женщины). Среди 12 неактивных 4 человека были учениками или студентами, 7 — пенсионерами, 1 был неактивным по другим причинам.

## Достопримечательности
- Церковь Сен-Мартен (XVI век)
- Общинная печь